# Spinotectarchus
Spinotectarchus is een geslacht van wandelende takken uit de familie Phasmatidae. De wetenschappelijke naam van dit geslacht is voor het eerst voorgesteld door John Tenison Salmon in een publicatie uit 1991.
Dit geslacht is monotypisch, dat wil zeggen dat het maar één soort heeft namelijk Spinotectarchus acornutus (Hutton, 1899), die in Nieuw-Zeeland voorkomt.